# سيلي (تكساس)
سيلي (بالإنجليزية: Sealy, Texas)‏ هي مدينة تقع بولاية تكساس في شمال شرق الولايات المتحدة. تبلغ مساحة هذه المدينة 26.3 (كم²)، وترتفع عن سطح البحر 61 م، بلغ عدد سكانها 6019 نسمة في عام 2010 حسب إحصاء مكتب تعداد الولايات المتحدة وتصل الكثافة السكانية فيها 232.1 نسمة/كم2.

## التركيبة السكانية
حدّد مكتب تعداد الولايات المتحدة بيانات التركيبة السكانية لسيلي في تعداد الولايات المتحدة. في ما يلي، التركيبة السكانية حسب تعدادي 2000 و2010.

### تعداد عام 2000
بلغ عدد سكان سيلي 5,248 نسمة بحسب تعداد عام 2000، وبلغ عدد الأسر 1,882 أسرة وعدد العائلات 1,349 عائلة مقيمة في المدينة. في حين سجلت الكثافة السكانية 173.1 نسمة لكل كيلومتر مربع (448.3/ميل2). وبلغ عدد الوحدات السكنية 2,077 وحدة بمتوسط كثافة قدره 68.5 لكل كيلومتر مربع (177.4/ميل2).
وتوزع التركيب العرقي للمدينة بنسبة 71.51% من البيض و12.82% من الأمريكيين الأفارقة و0.30% من الأمريكيين الأصليين و0.55% من الأمريكيين ذوي الأصول الآسيوية و12.88% من الأعراق الأخرى و1.92% من عرقين مختلطين أو أكثر و30.43% من الهسبانيون أو اللاتينيون من أي عرق.
بلغ عدد الأسر 1,882 أسرة كانت نسبة 42.3% منها لديها أطفال تحت سن الثامنة عشر تعيش معهم، وبلغت نسبة الأزواج القاطنين مع بعضهم البعض 52.6% من أصل المجموع الكلي للأسر، ونسبة 13.7% من الأسر كان لديها معيلات من الإناث دون وجود شريك،  بينما كانت نسبة 5.4% من الأسر لديها معيلون من الذكور دون وجود شريكة وكانت نسبة 28.3% من غير العائلات. تألفت نسبة 24.5% من أصل جميع الأسر من عدة أفراد يعيشون في نفس المنزل ونسبة 11.7% كانت تتألف من شخص يعيش بمفرده يبلغ من العمر 65 عاماً أو أكثر. وبلغ متوسط حجم الأسرة المعيشية 2.75، أما متوسط حجم العائلات فبلغ 3.30.
بلغ العمر الوسطي للسكان 32.7 عاماً. وكانت نسبة 30.1% من القاطنين تحت سن الثامنة عشر، وكانت نسبة 9.2% بين الثامنة عشر والرابعة والعشرين عاماً، ونسبة 28.8% كانت واقعةً في الفئة العمرية ما بين الخامسة والعشرين والرابعة والأربعين عاماً، ونسبة 18.9% كانت ما بين الخامسة والأربعين والرابعة والستين، ونسبة 11.5% كانت ضمن فئة الخامسة والستين عاماً فما فوق. يوجد لكل 100 أنثى 92.5 ذكر، ويوجد لكل 100 أنثى في الثامنة عشر من عمرها فما فوق 89.3 ذكر.
بلغ متوسط دخل الأسرة في المدينة 34,277 دولارًا، أما متوسط دخل العائلة فبلغ 40,348 دولارًا. وكان متوسط دخل الذكور 28,720 دولارًا مقابل 20,793 دولارًا للإناث. وسجل دخل الفرد الخاص بالمدينة 15,986 دولارًا. وكانت نسبة 11.2% من العائلات ونسبة 15.6% من السكان تحت خط الفقر، وكان من هؤلاء نسبة 19.2% تحت سن الثامنة عشر ونسبة 13.5% في الخامسة والستين من العمر وما فوق.

## معرض صور

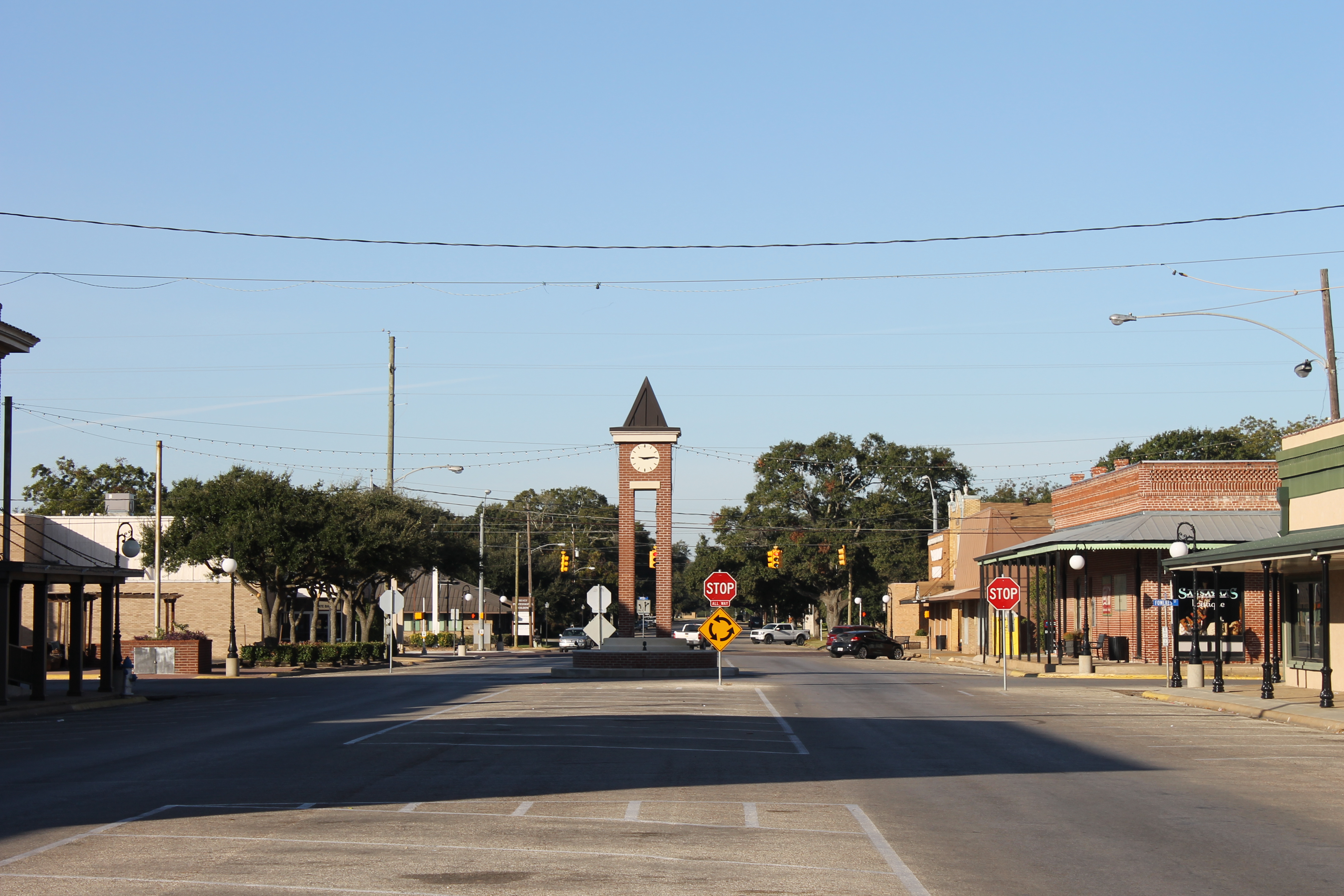
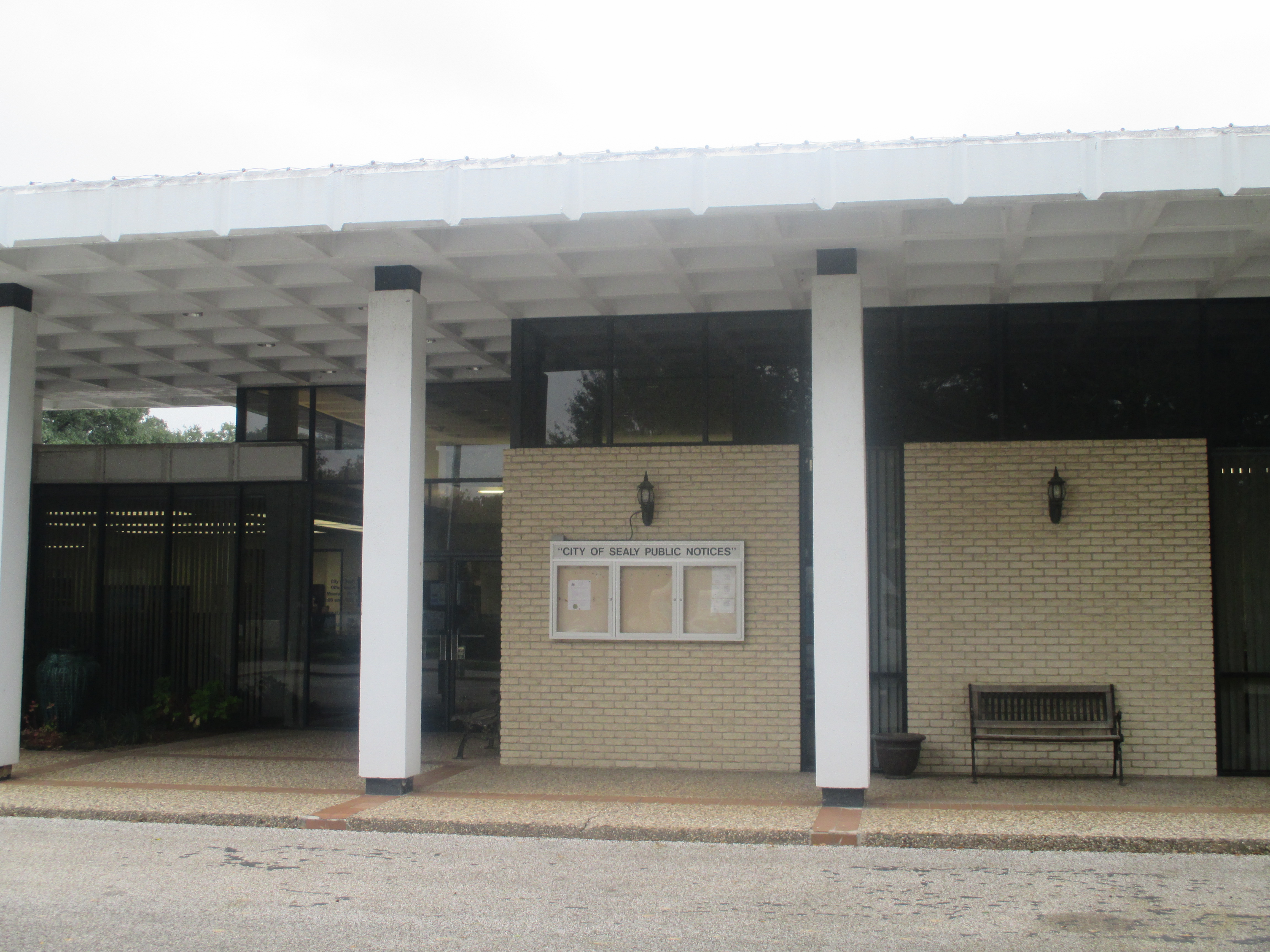
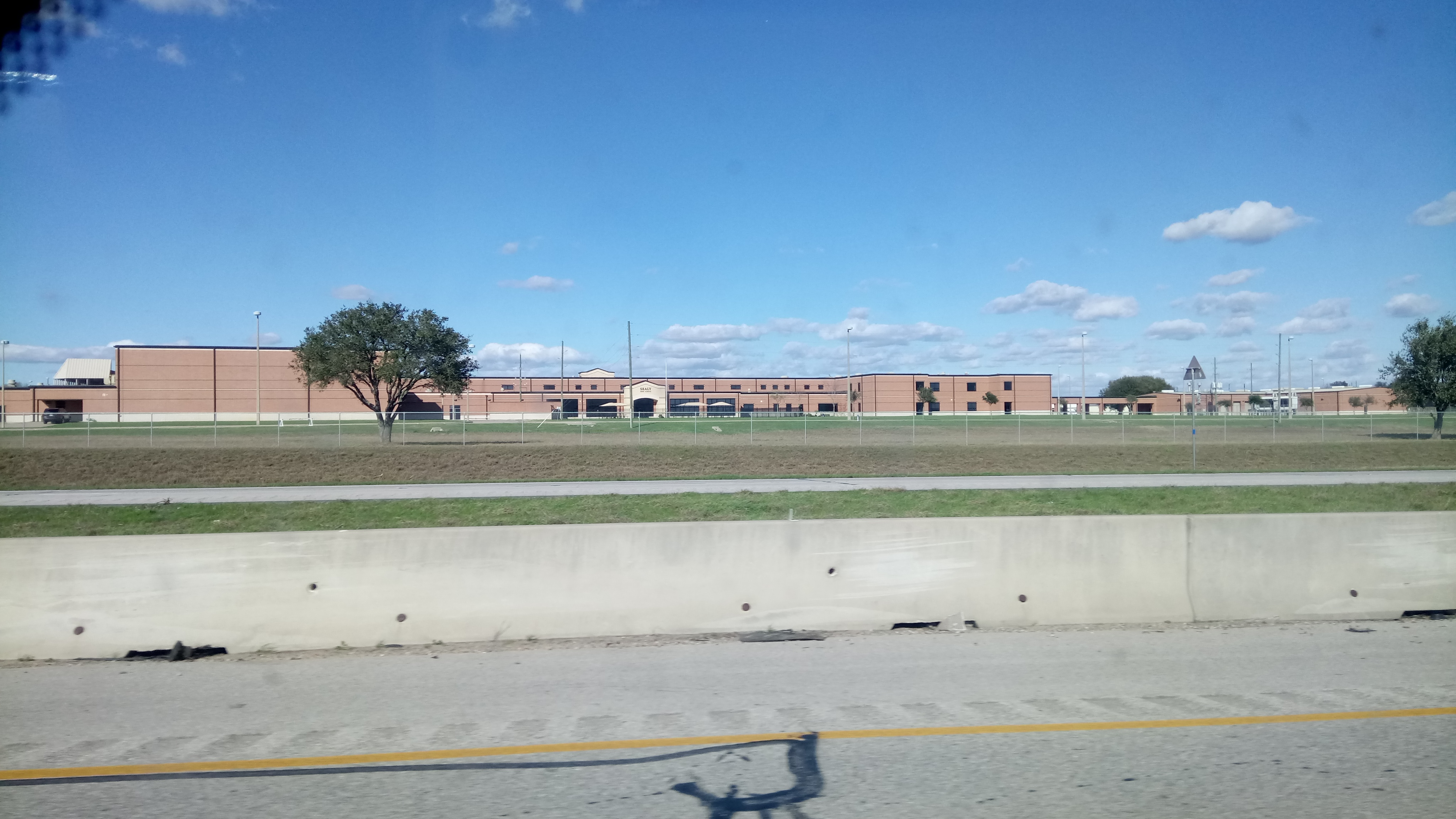

### تعداد عام 2010
بلغ عدد سكان سيلي 6,019 نسمة بحسب تعداد عام 2010، وبلغ عدد الأسر 2,207 أسرة وعدد العائلات 1,534 عائلة مقيمة في المدينة. في حين سجلت الكثافة السكانية 198.5 نسمة لكل كيلومتر مربع (514.1/ميل2). وبلغ عدد الوحدات السكنية 2,495 وحدة بمتوسط كثافة قدره 82.3 لكل كيلومتر مربع (213.2/ميل2).
وتوزع التركيب العرقي للمدينة بنسبة 71.21% من البيض و12.14% من الأمريكيين الأفارقة و0.33% من الأمريكيين الأصليين و0.73% من الأمريكيين ذوي الأصول الآسيوية و12.79% من الأعراق الأخرى و2.79% من عرقين مختلطين أو أكثر و38.53% من الهسبانيون أو اللاتينيون من أي عرق.
بلغ عدد الأسر 2,207 أسرة كانت نسبة 38.5% منها لديها أطفال تحت سن الثامنة عشر تعيش معهم، وبلغت نسبة الأزواج القاطنين مع بعضهم البعض 48.2% من أصل المجموع الكلي للأسر، ونسبة 15.3% من الأسر كان لديها معيلات من الإناث دون وجود شريك،  بينما كانت نسبة 6.1% من الأسر لديها معيلون من الذكور دون وجود شريكة وكانت نسبة 30.5% من غير العائلات. تألفت نسبة 25.9% من أصل جميع الأسر من عدة أفراد يعيشون في نفس المنزل ونسبة 11.4% كانت تتألف من شخص يعيش بمفرده يبلغ من العمر 65 عاماً أو أكثر. وبلغ متوسط حجم الأسرة المعيشية 2.70، أما متوسط حجم العائلات فبلغ 3.26.
بلغ العمر الوسطي للسكان 34.2 عاماً. وكانت نسبة 28.2% من القاطنين تحت سن الثامنة عشر، وكانت نسبة 9.1% بين الثامنة عشر والرابعة والعشرين عاماً، ونسبة 25.4% كانت واقعةً في الفئة العمرية ما بين الخامسة والعشرين والرابعة والأربعين عاماً، ونسبة 24.2% كانت ما بين الخامسة والأربعين والرابعة والستين، ونسبة 13.1% كانت ضمن فئة الخامسة والستين عاماً فما فوق. وتوزع التركيب الجنسي للسكان بنسبة 48.4% ذكور و51.6% إناث.

## وصلات خارجية
- www.ci.sealy.tx.us
- The US50 - Cities and Towns in Texas State